# Jean-Baptiste Malter
Scènes principales
Covent Garden
Jean-Baptiste Malter est un danseur et maître à danser né à Bordeaux le 6 novembre 1701 sous le nom d'Aubin-Jean-Michel Malter et mort à Nantes le 18 avril 1758.

## Présentation
Fils de Jean-Nicolas Malter, dit de Saint-Aubin, et de Madeleine Gosselin, il est apparenté à la famille Malter, qui a donné à l'Opéra de Paris plusieurs danseurs réputés. Il se fera appeler tantôt Jean-Baptiste, tantôt Jean-Nicolas.
Son enfance paraît se dérouler à Bordeaux, où il apprend les métiers de la danse avec son père, qui y avait été reçu dans la confrérie des maîtres de danse le 29 décembre 1710. Le 19 juin 1725, il épouse à Marseille une jeune danseuse toulousaine, Catherine Dussoye, dite Labbé.
Le couple exerce son art à Tours en 1726, à Grenoble en 1729, à Rouen en 1732, puis à Bruxelles en 1733, en route pour Londres.
En compagnie de Marie Sallé, Jean-Baptiste paraît pour la première fois au théâtre du Covent Garden le 8 novembre 1733. La célébrité est vite acquise et Malter fera partie, avec sa femme, de la troupe de comédiens français levée par Francisque pour la saison 1734-1735 au Little Theatre du Haymarket. Le couple fera ainsi de nombreux allers et retours entre Londres et Paris, puisque c'est Jean-Baptiste Malter, le cousin des frères Malter, qui débutera à l'Opéra de Paris en 1734 et sera surnommé « l'Anglais » ou « la Petite Culotte ».
Ses cousins, dits « le Diable » et « l'Oiseau », étaient entrés au même théâtre, respectivement en 1714 et 1722.
Noverre, dans la sixième de ses Lettres sur les arts imitateurs (Paris 1807), écrit au sujet de Jean-Baptiste Malter : « Il fut toujours médiocre danseur, mais il fit quelques élèves, et fut porté à la dignité de maître de ballets ; comme à cette époque un maître de ballet n'étoit rien moins qu'ingénieux, et qu'il ne s'écartoit point des anciennes rubriques, Malter remplit sa place à merveille ».